# Deng Ai
Deng Ai (Chinees: 鄧艾) (197 – 264) was een generaal in het koninkrijk Wei tijdens de Drie Koninkrijken-periode in China. Zijn talenten werden ontdekt door Sima Yi en werden gebruikt om de opmars van het koninkrijk Shu tijdens de veldtocht geleid door Jiang Wei te stuiten.
In 263 deed hij mee, samen met Zhong Hui, aan een veldtocht om Shu te veroveren. Jiang Wei hield hen ergens ten zuiden van Hanzhong tegen. Deng Ai stelde voor om troepen te verplaatsen door Yinping (陰平), maar Zhong Hui was het daar niet mee eens.
Deng Ai voerde met zijn zoon en troepen zijn eigen plan uit, en met succes. Uiteindelijk kregen ze het voor elkaar om Chengdu binnen te dringen. De keizer van Shu, genaamd Liu Shan, gaf zich over.
Jiang Wei wilde echter niet dat Shu zou vallen. Hij stelde vast dat Zhong Hui tegen Wei in opstand wilde komen. Ze gingen samenwerken en onteerden Deng Ai. Ze stuurden officier Wei Guan om hem gevangen te nemen. Jiang Weis plan mislukte echter en het leger van Wei doodde Jiang Wei en Zhong Hui. Het leger probeerde Deng Ai te redden, maar uit angst voor wraak doodde Wei Guan Deng Ai en zijn zoon Deng Zhong.